# 京雀
京雀（きょうすずめ）とは、江戸時代に浅井了意によって著された仮名草子形式の京都の地誌。寛文4年（1664年）成立、翌年刊行。延宝7年（1679年）に増補改題された都ひとり案内が出されている。7巻7冊。
『京童』『都物語』などの先行書を補うと称して出されたが、先行書にみられた趣味性・興味性は薄められ、当時の地誌にありがちであった過度な文飾や小説形式の文体も採用されていない。純粋な地誌・観光案内として書かれており、初めて京都にやってきた1人旅の旅行者でも京都の町並みが理解できるようにする配慮がされている。
巻1には京都の歴史と内裏の構造について、巻2以後は洛中縦横の通りごろに町名を記してその由来・現状、町内にある寺社・名所・旧跡・名物名店を記している。

## 関連書籍
- 増補京都叢書刊行会 編『扶桑京華志、日次記事、山城名所寺社物語、都花月名所』増補京都叢書刊行会〈亰都叢書 第2 増補〉、1934年。
- 増補京都叢書刊行会 編『近畿歴覧記、雍州府志』増補京都叢書刊行会〈亰都叢書 第3 増補〉、1934年。
- 増補京都叢書刊行会 編『出来齋京土産、京師巡覧集』増補京都叢書刊行会〈亰都叢書 第4 増補〉、1934年。
- 増補京都叢書刊行会 編『菟藝泥赴、京城勝覧、洛陽十二社霊験記』増補京都叢書刊行会〈亰都叢書 第5 増補〉、1934年。
- 増補京都叢書刊行会 編『京羽二重、京羽二重織留』増補京都叢書刊行会〈亰都叢書 第6 増補〉、1934年。